# Чемпионат мира по международным шашкам среди мужчин 2009 (турнир)
Чемпионат мира по международным шашкам среди мужчин 2009 года должен был проходить с 15 октября по 7 ноября в Ресифи, Бразилия. Турнир был отменен из-за финансовых проблем.
Право на участие имели оба участника матча за титул чемпиона мира 2009. От Европы право на участие имели 10 игроков: 4 игрока с чемпионата Европы 2008 года в Таллине и 6 участников зонального турнира 2009 года в Берлине.
От каждой страны должно участвовать не более двух участников, оба игрока матча чемпионата мира 2009 года не учитывались. Место спонсора, место организаторов и wildcard ФМЖД также не были связаны с этим лимитом.
Состав европейских участников:
| Спортсмен          | Турнир, с которого прошёл отбор              |
| ------------------ | -------------------------------------------- |
| Александр Шварцман | победитель матча за титул чемпиона мира 2009 |
| Александр Георгиев | участник матча за титул чемпиона мира 2009   |
| Гунтис Валнерис    | чемпион Европы 2008                          |
| Эдвард Бужинский   | чемпионат Европы 2008 3 место                |
| Вадим Вирный       | чемпионат Европы 2008 4 место                |
| Евгений Ватутин    | чемпионат Европы 2008 5 место                |
| Андрей Калмаков    | Европейский отборочный турнир                |
| Кес Тейссен        | Европейский отборочный турнир                |
| Артём Иванов       | Европейский отборочный турнир                |
| Оскар Лоньон       | Европейский отборочный турнир                |
| Якоб Фризен        | Европейский отборочный турнир                |
| Эльдар Алиев       | Европейский отборочный турнир                |